# Paseo Usumacinta
El paseo Usumacinta es una avenida de la Villahermosa, en el estado de Tabasco; que corre de oriente a poniente. Inicia al cruce con Circuito Interior Carlos Pellicer Cámara y termina en el Libramiento de Villahermosa, para convertirse en la carretera a San Marcos. Debe su nombre al río más caudaloso de México, el río Usumacinta . Atraviesa las principales delegaciones de gobierno. Es una de las que sufre de mayor congestión vial en la capital tabasqueña, y además de ser una salida hacia la ciudad de Heroica Cárdenas, es uno de los principales accesos a la zona de Tabasco 2000.
- Datos: Q64748791